# Gretchen Merrill
Gretchen Van Zandt Merrill (Boston, Massachusetts, 2 de novembro de 1925 – Windsor, Connecticut, 22 de abril de 1965) foi uma patinadora artística americana, que competiu no individual feminino. Ela conquistou uma medalha de bronze em campeonatos mundiais e foi hexacampeã do campeonato nacional americano. Sherman disputou os Jogos Olímpicos de Inverno de 1948 terminando na oitava posição.

## Principais resultados
| Resultados                                            | Resultados       | Resultados       | Resultados      | Resultados      | Resultados       | Resultados      | Resultados        | Resultados      | Resultados       | Resultados    | Resultados    | Resultados    |
| Internacional                                         | Internacional    | Internacional    | Internacional   | Internacional   | Internacional    | Internacional   | Internacional     | Internacional   | Internacional    | Internacional | Internacional | Internacional |
| Evento/Temporada                                      | 1940– 1941       | 1941– 1942       | 1942– 1943      | 1943– 1944      | 1944– 1945       | 1945– 1946      | 1946– 1947        | 1947– 1948      | 1948– 1949       |               |               |               |
| ----------------------------------------------------- | ---------------- | ---------------- | --------------- | --------------- | ---------------- | --------------- | ----------------- | --------------- | ---------------- | ------------- | ------------- | ------------- |
| Jogos Olímpicos                                       |                  |                  |                 |                 |                  |                 |                   | 8.ª             |                  |               |               |               |
| Campeonato Mundial                                    |                  |                  |                 |                 |                  |                 | Medalha de bronze |                 |                  |               |               |               |
| Campeonato Europeu                                    |                  |                  |                 |                 |                  |                 | Medalha de prata  |                 |                  |               |               |               |
| Campeonato Norte-Americano                            |                  |                  |                 |                 | Medalha de prata |                 |                   |                 |                  |               |               |               |
| Nacional                                              |                  |                  |                 |                 |                  |                 |                   |                 |                  |               |               |               |
| Campeonato dos Estados Unidos                         | Medalha de prata | Medalha de prata | Medalha de ouro | Medalha de ouro | Medalha de ouro  | Medalha de ouro | Medalha de ouro   | Medalha de ouro | Medalha de prata |               |               |               |
|                                                       |                  |                  |                 |                 |                  |                 |                   |                 |                  |               |               |               |
| Legenda: Competição não foi disputada nesta temporada |                  |                  |                 |                 |                  |                 |                   |                 |                  |               |               |               |